# Tiffany & Co.
Tiffany & Co. — американская фирма по производству и торговле престижными ювелирными изделиями со штаб-квартирой на Пятой авеню в Манхэттене, США. Название по имени основателя, американского
ювелира и коммерсанта Чарлза Льюиса Тиффани, отца выдающегося художника-ювелира Луиса Комфорта Тиффани. Торговый дом «Тиффани» известен предметами роскоши, особенно ювелирными изделиями из серебра и бриллиантов. Магазины компании представлены во многих странах мира. Фирменный бирюзовый цвет (шестнадцатеричное значение цвета — #0ABAB5), присутствующий в корпоративном стиле компании, является зарегистрированной торговой маркой.
Компания Tiffany & Co. продаёт ювелирные изделия, серебро, фарфор, хрусталь, канцелярские принадлежности, парфюмерию, украшения, аксессуары, а также некоторые изделия из кожи. Многие из этих товаров продаются в фирменных бутиках, а также при помощи почтовых переводов и корпоративного мерчандайзинга. Компания славится своими предметами роскоши, особенно известны её ювелирные изделия с бриллиантами. Tiffany & Co. позиционирует себя в качестве арбитра вкуса и стиля. В 2018 году компании принадлежало 93 магазина в США и 321 по всему миру.
В настоящее время принадлежит компании LVMH, центральный офис располагается в Нью-Йорке. Центральный и старейший магазин находится на Манхэттене, на углу Пятой авеню и 57-й улицы. Здесь проходили съёмки фильмов Завтрак у Тиффани (1961) и Стильная штучка (2001).

## История
14 сентября 1837 года Льюис Тиффани и Джон Янг открыли свой первый магазин на центральной торговой улице Нью-Йорка — Бродвее, назвав его «Tiffany & Young». Поначалу это был магазин канцелярских товаров и галантерейных изделий. В первый день работы выручка от продаж составила 4,98 долларов США. В 1841 году к партнёрам присоединяется ещё один человек — Джей Эл Эллис (англ. J. L. Ellis), после чего бренд получает обновлённое название — «Tiffany, Young & Ellis». В ассортименте предоставляемой продукции появляются изделия из серебра, включая столовое серебро и часы. В отличие от большинства магазинов 1830-х годов, Тиффани чётко обозначает цены на свою продукцию с целью предупредить любой торг. Кроме того, вопреки социальным веяниям того времени, компания принимает только наличные платежи, отказываясь от работы с кредитами.

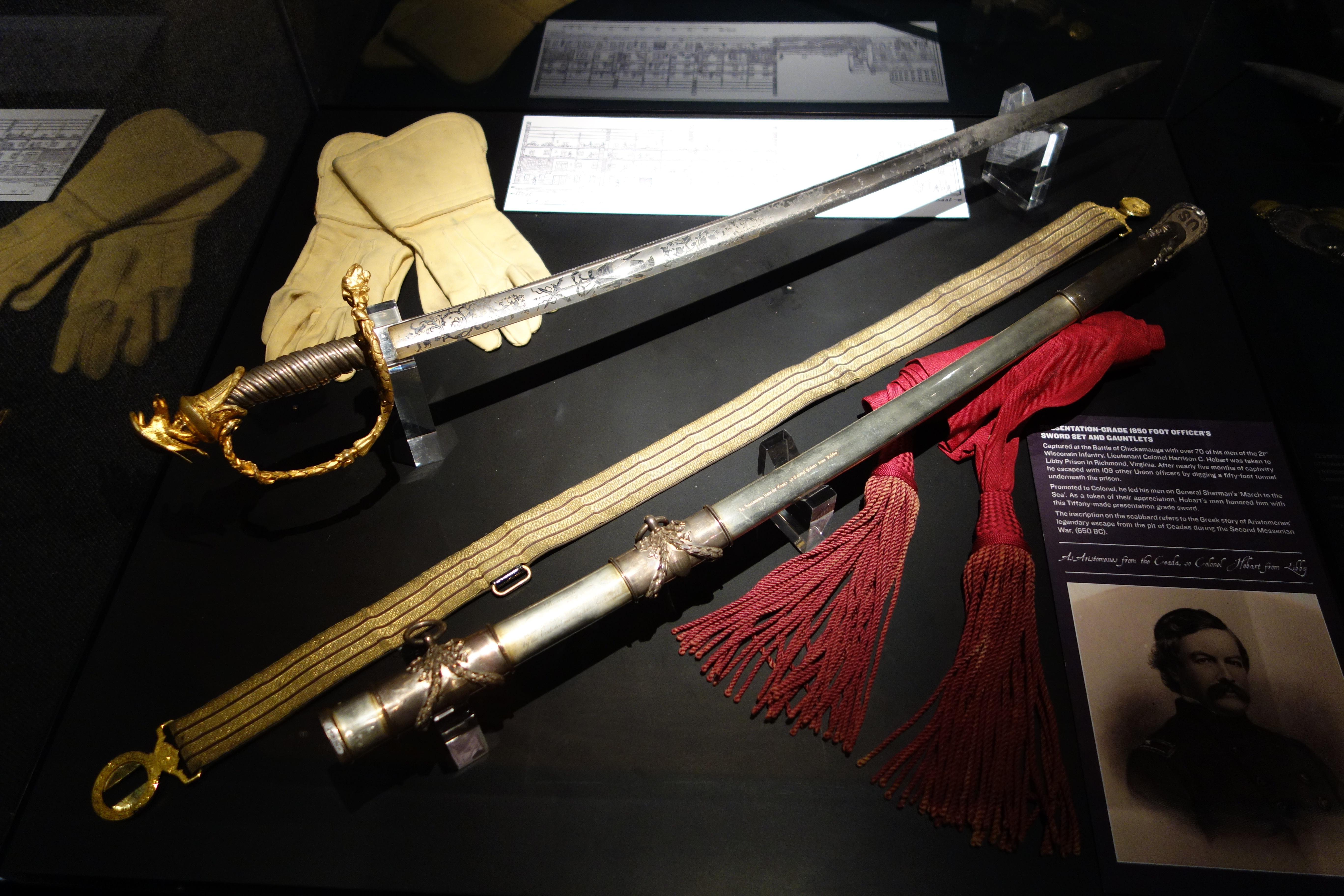
Компания заработала состояние поставкой военных товаров для армии США

В 1842 «Tiffany, Young & Ellis» начинают продажи золотых изделий из Европы. Через три года ювелирный дом выпускает первый фирменный каталог, известный как «Голубая Книга» (англ. Blue Book). С тех пор выпуск таких изданий становится традицией, каталог производится и по сей день.
В 1851 году Tiffany & Co выступает первой Американской компанией, которая устанавливает 925/1000 стандарты пробы серебра, которые впоследствии перенимают Соединённые Штаты Америки. Это же серебро и по сей день используется в продукции от Тиффани.
В 1853 году Чарльз Тиффани выкупает бизнес у своих партнёров и делает акцент на ювелирные изделия. В этот момент название компании сокращается до Tiffany & Co. У здания по адресу 550 Бродвей устанавливаются девятифутовые часы, удерживаемые Атласом.

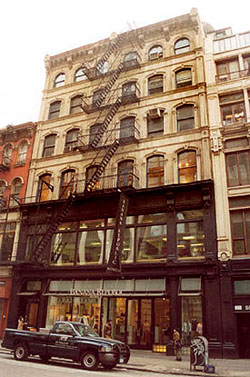
В годы гражданской войны здание компании на Бродвее превратилось в большой военный склад

В 1861 году компания удостаивается чести принять участие в инаугурации Авраама Линкольна. По такому случаю дом Тиффани преподносит кувшин, который использовался в церемонии, а также по заказу самого президента создаёт ювелирный набор, выполненный из мелкого жемчуга, для его жены — Мэри Тод Линкольн. Через год в Соединённых Штатах Америки начинается гражданская война. Военное время стало звёздным часом для Чарльза Тиффани и его компании, все капиталы были направлены на военные рельсы, всё до последнего доллара шло на закупку за рубежом товаров военного назначения для перепродажи их федеральному правительству и властям штатов. Элегантные нью-йоркские выставочные залы, в которых ранее экспонировались ювелирные изделия и различные произведения искусства, были вмиг превращены в перевалочные пункты для военного имущества. Здание по адресу Бродвей 552 превратилось в один большой военный склад, то же самое сталось со всей недвижимостью Тиффани, которая была переориентирована под складское хранение, для этих целей были арендованы дополнительные площади. У управления снабжения французской армии было в момент скуплено всё залежавшееся на складах имущество и излишки: нарезные мушкеты, кавалерийские, пехотные и флотские сабли, носилки, словом всё, вплоть до армейских ботинок с обмотками. Компания занималась перепродажей множества различных наименований военных товаров: винтовки, обувь и головные уборы, медали, знаки различия и детали униформы закупались отовсюду и перепродавались правительству и властям штатов десятками тысяч штук. Пока американская публика считала, что разразившаяся война продлится несколько недель, прежде чем одна из сторон исчерпает все силы и средства для продолжения борьбы, Тиффани уже знал, что начавшийся конфликт затянется надолго. Всё залежавшееся на складах британской и французской армии было скуплено одним махом и перепродано федеральному правительству.
На протяжении боевых действий компания поставляет Армии Севера холодное оружие, медикаменты и хирургический инвентарь. Под брендом Tiffany & Co поставляются кавалерийские сабли государственного стандарта, а также парадные и наградные сабли индивидуального образца для старшего офицерского состава и высших чинов армии США, среди их обладателей — Уильям Текумсе Шерман и Улисс Симпсон Грант. Клинки закупались в Пруссии, у фирмы Schnitzler & Kirschbaum из Золингена, а сами сабли и мечи изготовлялись на фабрике английского оружейника Чарльза Ривза в Бирмингеме. В годы войны было поставлено несколько тысяч экземпляров, только в 1861 году — 2,8 тыс. кавалерийских сабель. За время войны на одной продаже сабель компания сделала целое состояние. В дальнейшем компания продолжала поставлять эксклюзивные сабли для армии вплоть до 1890-х годов. В период гражданской войны, компания пользовалась особым покровительством Линкольна, что обусловило многочисленные заказы военных лет. Более того, ювелиры Tiffany & Co были приглашены для усовершенствования дизайна высшей государственной награды — Медали Почёта, которая получила неформальное название «Крест Тиффани».
Доходы военной поры «катапультировали» Tiffany & Co на уровень крупнейших компаний в стране.
В 1867 году Tiffany & Co стала первой американской компанией, получившей награду за высокое качество изделий из серебра на Всемирной выставке в Париже. В 1868 году компания официально регистрируется в качестве юридического лица.

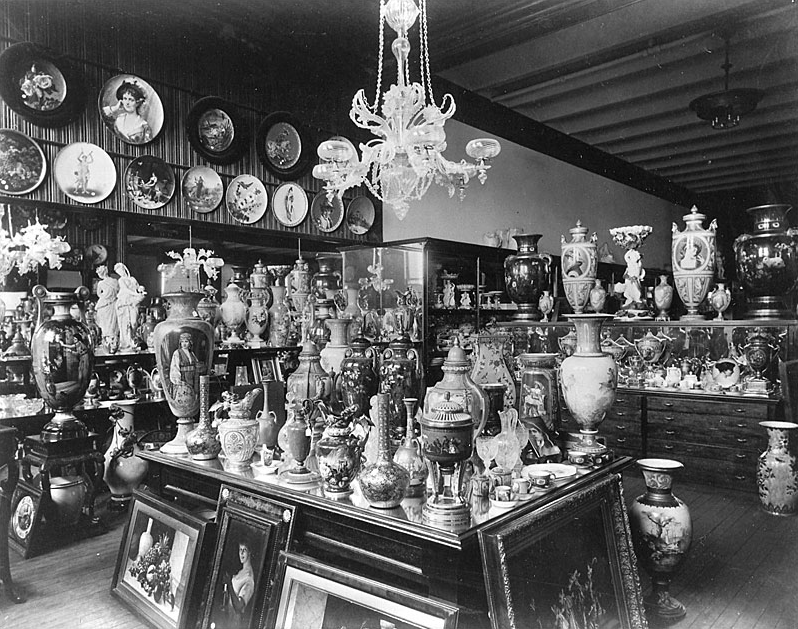
Tiffany & Company, Юнион-сквер, склад с фарфоровыми изделиями (1887)

В 1870 году Tiffany & Co построила новое здание магазина на площади Юнион-Сквер 15, Манхэттен. Его разработка стоимостью в $500 000 принадлежала Джону Келлуму. В газете Нью-Йорк Таймс магазин был назван «Дворцом драгоценностей». Компания Tiffany & Co располагалась в этом здании вплоть до 1906 года.
В 1876 году на Центральной выставке в Филадельфии Tiffany & Co выигрывает золотую медаль за столовое серебро и специальную награду за ювелирные изделия. Медный и серебряный кувшины с той выставки можно найти в Музее изящных искусств в Бостоне.
В 1877 году эмблема, которая стала известной как логотип «Нью-Йорк Янкис» «NY», была выгравирована на Почётной Медали Tiffany & Co. — «Янкис» же приняли логотип в 1909 году. В 1878 году дом Тиффани выигрывает золотую медаль за ювелирные изделия и Гран-при за серебро на Парижской выставке, что в положительной мере сказывается на известности бренда.

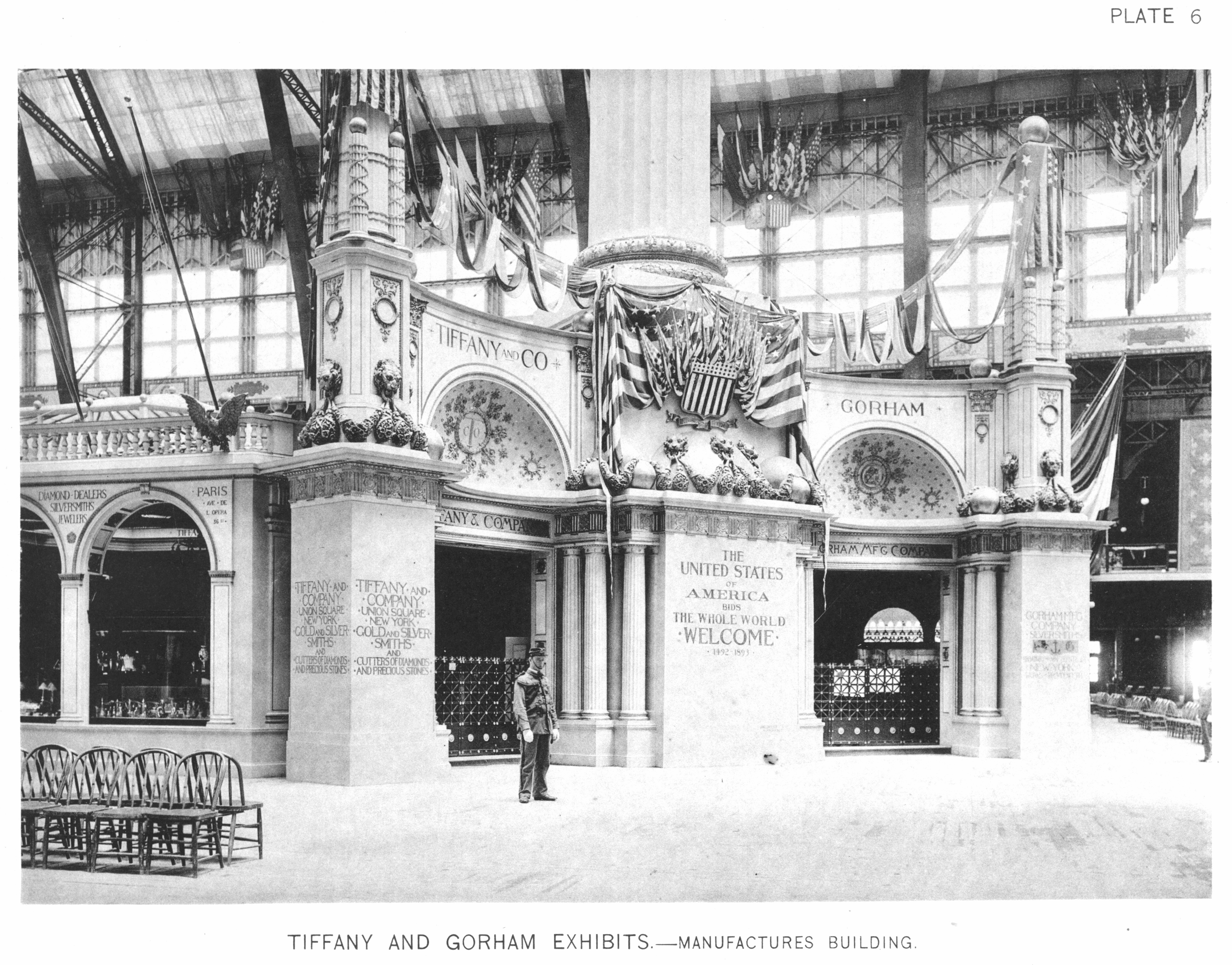
Стенд компании на выставке 1893 года

В 1878 году Чарльз Льюис Тиффани за 18 000 долларов США выкупает жёлтый бриллиант весом в 287 карат. После обработки вес минерала уменьшился до 128,54 карат, а сам он приобрёл форму из 90 граней, что на 30 больше, чем традиционная огранка бриллиантов того времени. Данный бриллиант стал известен как «Бриллиант Тиффани» — один из самых известных и крупных бриллиантов в мире. Он никогда не поступал в продажу и по-прежнему находится во владении дома Тиффани. В этом же году на Всемирной выставке в Париже компания выигрывает гран-при за столовое серебро и золотую медаль за ювелирные изделия. Чарльз Льюис Тиффани открывает обучающие курсы для ремесленников и дизайнеров. Через год к компании присоединяется известнейший геммолог того времени — Джордж Фредерик Кунц.
В 1885 году компания пересматривает дизайн Большой печати США после того, как Государственный секретарь США замечает в ней несколько ошибок: во-первых, орёл держит неверное число стрел, а во-вторых он удерживает их неправильно. Tiffany & Co исправляет обе ошибки, после чего версия печати закрепляется — её можно увидеть на 1-долларовой банкноте США.
В 1886 году дом Тиффани разрабатывает дизайн пригласительной открытки на открытие Статуи Свободы в США.
В 1887 году дом Тиффани приобрёл несколько уникальных украшений Французского Королевского двора, что привлекло публику и затвердило связь между брендом и качественными алмазами. В 1902 году, после смерти Чарльза Льюиса Тиффани, его сын, Луис Комфорт Тиффани, становится первым дизайн-директором компании.
В 1889 году на Всемирной выставке в Париже компания выигрывает Гран-при за столовое серебро и три золотые медали за ювелирные изделия, изделия из кожи и канцелярские товары. Через четыре года, в 1893 году, на всемирной выставке в Чикаго Tiffany & Co. выигрывает рекордное количество наград — 56 медалей.
На всемирной выставке в Париже 1900 года Tiffany & Co получает гран-при за ювелирные изделия, столовое серебро, кожаные изделия и за представленные американские драгоценные камни. Помимо этого, компания выигрывает три золотые медали за бумагу для печати и канцелярские товары, а также две серебряные медали за дамаскинаж и охотничье снаряжение. В дополнение к этим победам, сотрудники компании получили 7 золотых, 8 серебряных и 2 медные медали.
В 1901 году на выставке в Пэн Американ Tiffany & Co награждается восемью золотыми медалями. Через год геммолог Джордж Фредерик Кунц находит новый драгоценный камень, который впоследствии назван в его честь — «кунцит».
В 1904 году на Всемирной выставке в Сент-Луисе (США) компания вновь получает гран-при. На выставке были впервые представлены ювелирные изделия от Луиса Комфорт Тиффани, выполненные под руководством Джулии Мансон. Через год компания переезжает на 37 улицу города Нью-Йорк. Оформлением здания занимается фирма Макким, Мид энд Уайт.
В 1907 году компания Tiffany & Co участвует в создании стандарта для определения веса драгоценных камней — так родился всем известный карат, а в 1926 году правительство США признаёт чистоту платины компании 900 государственным стандартом для платины, используемой в качестве драгоценного металла.
В 1919 году компания пересмотрела дизайн Медали Почёта для Государственного департамента Военно-Морского Флота Соединённых Штатов. Данный «Крест Тиффани» был редок, так как выдавался только за боевые заслуги, а предшествующий дизайн использовался для награждения за не-боевые заслуги. В 1942 году ВМФ США установил версию от Тиффани в качестве награды за героизм, проявленный не во время боевых действий, но уже в августе того же года отменил эту и ещё две медали.

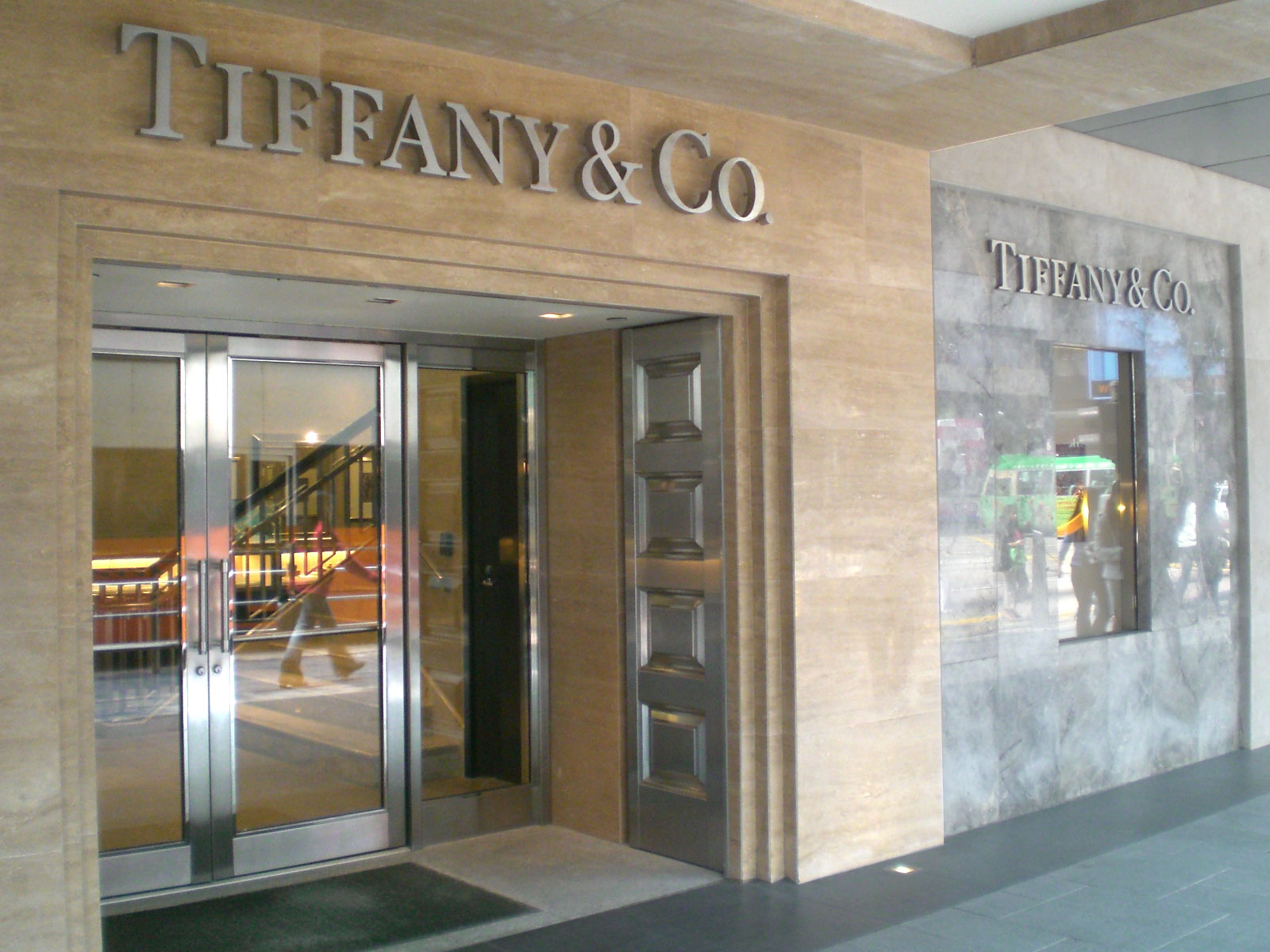
Фирменный магазин Tiffany & Co в Гонконге

К 1940 году на углу 57-й улицы и Пятой авеню открывает свои двери почтенный флагманский магазин Tiffany. В 1955 году главой компании становится Уолтер Ховинг. Через год к ювелирному дому присоединяется легендарный дизайнер Жан Мишель Шлюмберже. В это же время компания совместно с Энди Уорхолом создают «Праздничные Открытки Tiffany» (примерно 1956—1962).
Во второй половине 20 века Tiffany & Co начинает активно расширяться. В 1963 году был открыт филиал в Сан-Франциско — первый самостоятельный филиал (ранее были салоны) за границами Нью-Йорка, в 1972 году был открыт магазин в Японии, на территории торгового центра Мицукоси. В 1986 году с открытием филиала в Лондоне по адресу Old Bond Street компания окончательно закрепилась на европейском рынке.
В 1965 году к дому Тиффани присоединяется ювелирный дизайнер Дональд Клафлин. Годом позже компания открывает филиал в Чикаго, Иллинойс. Через три года Леди Берд Джонсон, первая Леди США на то время, поручает дому Тиффани разработать для Белого Дома сервиз, в основу тематики которого необходимо положить около 90 видов цветов. В этом же году танзанит, прозрачный, синий драгоценный камень, обнаруженный в Танзании, был впервые представлен широкой публике благодаря председателю компании Tiffany & Co, правнуку Чарльза Тиффани — Генри Б. Платту. Своё название камень получил благодаря дому Тиффани в честь места, где его нашли.
В 1974 году компанией был представлен вниманию общественности сверкающий драгоценный камень изумрудного цвета — цаворит, который также был найден в Танзании. В этом же году к Tiffany & Co в качестве дизайнера присоединяется Эльза Перетти. «Рельефные, органические, чувственные — такими словами можно описать работы Эльзы Перетти, молодого дизайнера ювелирных изделий, проявляющего большое уважение к естественным формам» — так звучит описание нового дизайнера и его работ, впервые представленных в голубой книге Тиффани в 1974—1975 годах.
В ноябре 1978 года Tiffany & Co продаётся Avon Products Inc. за сумму, равную около 104 миллионам долларов США. Однако в 1984 году в заметке американского журнала Newsweek магазин Тиффани, расположенный на 5 авеню, был уподоблен сети розничной торговли Macy’s в связи с продажами большого количества недорогих товаров. Кроме того, клиенты жаловались на снижение качества и ухудшение обслуживания. В августе 1984 года Avon продаёт Tiffany группе инвесторов во главе с Уильямом Р. Чейни за 135 500 000 долларов США наличными. Тиффани снова становится достоянием общественности в 1987 году и зарабатывает около 103 миллионов долларов США от продажи 4,5 миллионов обыкновенных акций.

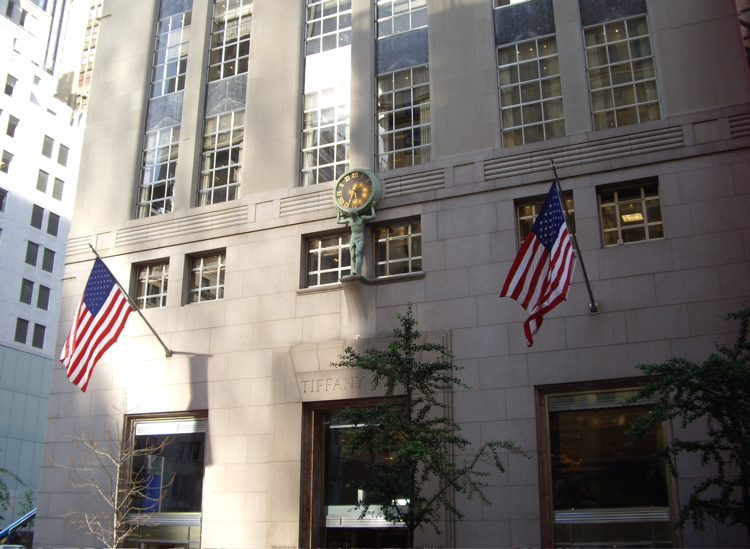
Фирменный магазин Tiffany & Co в Нью-Йорке

В 1979 году в дом Тиффани по приглашению Джона Лоринга, дизайн-директора, приходит ещё один новый дизайнер — парижанка Палома Пикассо, дочь Пабло Пикассо и Франсуазы Жило, для создания сервировки стола на одной из выставок Тиффани. Уже через год, в 1980 году, её первая уникальная коллекция ювелирных изделий представлена в доме Тиффани. Работы Паломы Пикассо получают большую известность за смелость решений.
В 1987 году Tiffany & Co выходит на Нью-Йоркскую фондовую биржу. В этом же году компании исполняется 150 лет со дня основания, и по этому случаю Тиффани проводит ряд выставок по всему миру, в том числе в Метрополитен-музее, Американском музее естественной истории, Филдовском музее естественной истории и Музее изящных искусств в Бостоне.
В связи с кризисом 1990—1991 годов в США, Tiffany & Co делает акцент на массовые продажи своей продукции. Была запущена новая кампания, подчёркивающая доступность товаров Тиффани для всех. Брошюры «Как купить бриллиант», созданные специально для широких слоёв населения, были отправлены более 40 000 людей. Однако, чтобы сохранить статус компании как производителя роскоши, Tiffany & Co вывешивает на витринах своих магазинов изысканные, заманчивые изображения.
В 2000 году создаётся Фонд Tiffany & Co, предназначенный для предоставления грантов для некоммерческих организаций, посвятивших свою деятельность образованию, сохранению предметов искусства, культуры, сохранению и защите окружающей среды. В июне 2004 года Tiffany & Co подаёт в суд на компанию eBay, утверждая, что последняя получала прибыль от продажи поддельной продукции Тиффани. Тем не менее, Tiffany & Co не смогли выиграть это дело.
В 2004 году к Tiffany & Co присоединяется Фрэнк Гери, один из крупнейших архитекторов современности, автор Танцующего дома в Праге, Концертного зала имени Уолта Диснея в Лос-Анджелесе, а также Музея Гуггенхайма в Бильбао.
28 января 2008 года было объявлено о сотрудничестве Японского сотового оператора SoftBank и Tiffany & Co. Компании совместно разработали сотовый телефон, выпуск которого ограничен десятью копиями, и содержащий более 400 бриллиантов общим весом более 20 карат (4,0 г). Стоимость телефона составила 100 млн иен (£781 824).
В 2012 году Tiffany & Co. празднует 175 лет со дня своего рождения. В честь этого события выпускается коллекция Tiffany 1837, в основе которой лежит розовый металл под названием RUBEDO.
По сообщениям СМИ в начале июля 2013 года бывший вице-президент Tiffany & Co Ингрид Ледерхаас-Окун была обвинена в краже ювелирных изделий общей суммой более 1,3 миллиона долларов США и арестована. По данным прокуратуры Манхэттена, официальное обвинение звучит как «мошенничество и межгосударственные перевозки похищенного имущества».
В апреле 2013 года Tiffany & Co совместно с Кэтрин Мартин разработали коллекцию ювелирных изделий для фильма «Великий Гэтсби» режиссёра База Лурмана.
10 июня 2014 года жёлтый бриллиант «Тиффани» переехал на полтора месяца в Париж на выставку в честь открытия флагманского магазина на Елисейских Полях и в честь города, в котором он был создан.
20 мая 2015 года компания подписала договор о партнёрстве с Музеем американского искусства Уитни, став спонсором трёх выставок Биеннале Уитни, первая из которых прошла в 2017 году.
25 ноября 2019 года появилась информация о покупке контрольного пакета акций компании французской фирмой LVMH за 16,2 млрд долларов (то есть по $135 за одну акцию).
В марте 2022 года в связи с вторжением на Украину компания приостановила закупку всех необработанных алмазов из России, а также бриллиантов российского происхождения независимо от того, где они огранены.

## Магазины

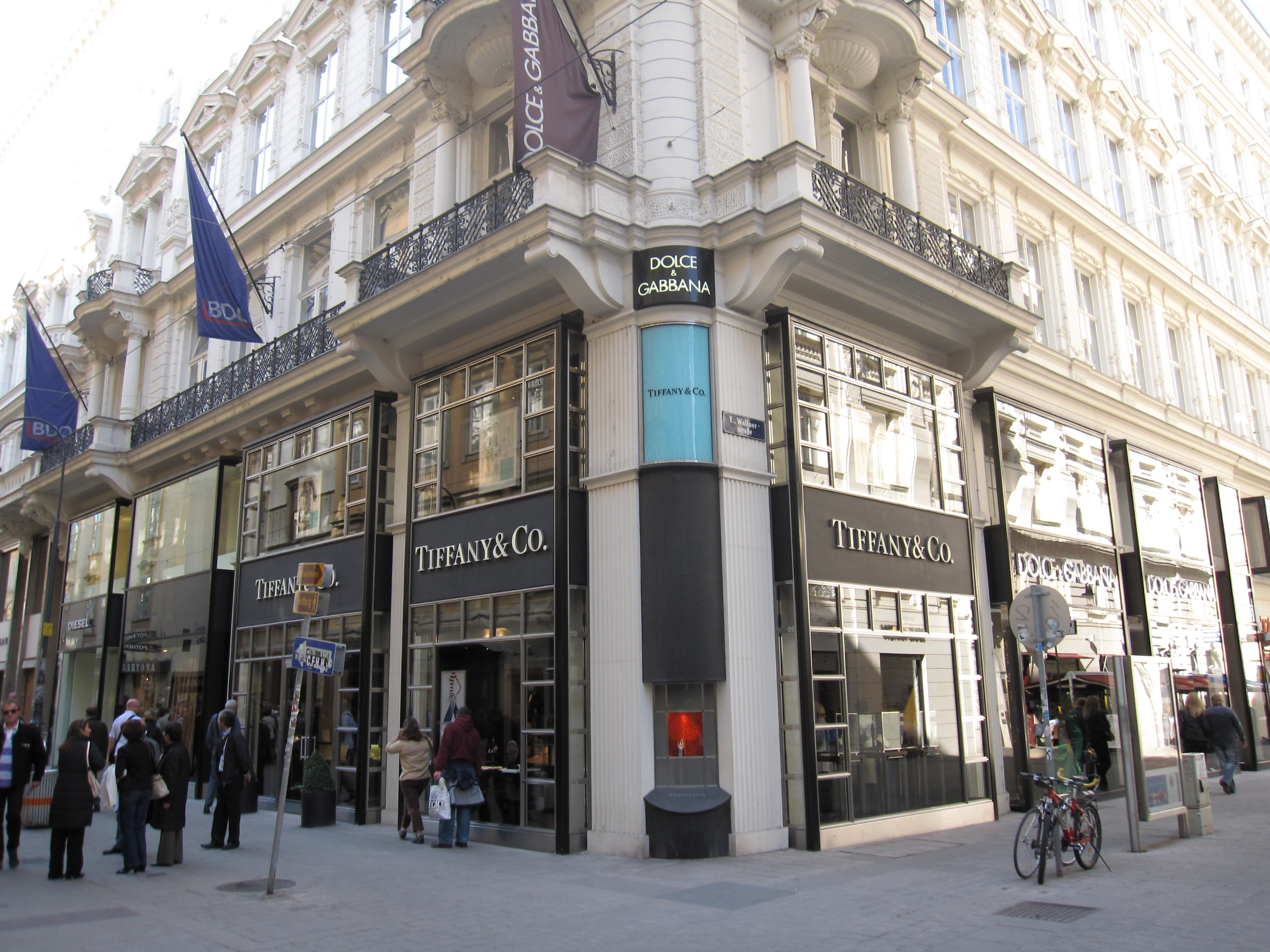
Магазин Тиффани в Вене

С 1940 года флагманский магазин Тиффани располагается на углу Пятой авеню и 57-й улице в Манхэттене, Нью-Йорк, США. Здание, выполненное из полированного гранита и хорошо известное благодаря своим витринам, послужило местом главных действий фильмов Завтрак у Тиффани и Стильная штучка. Бывшее здание компании, расположенное по адресу 37 Улица, входит в Национальный реестр исторических мест США.
Магазин, расположенный в Фэрфакс Сквер в торговом центре Tysons Corner, Виргиния (США), был открыт в 1990 году и стал самым большим магазином, расположенным за пределами Нью-Йорка. Торговая площадь его равнялась 14 500 квадратных футов (1350 квадратных метров).

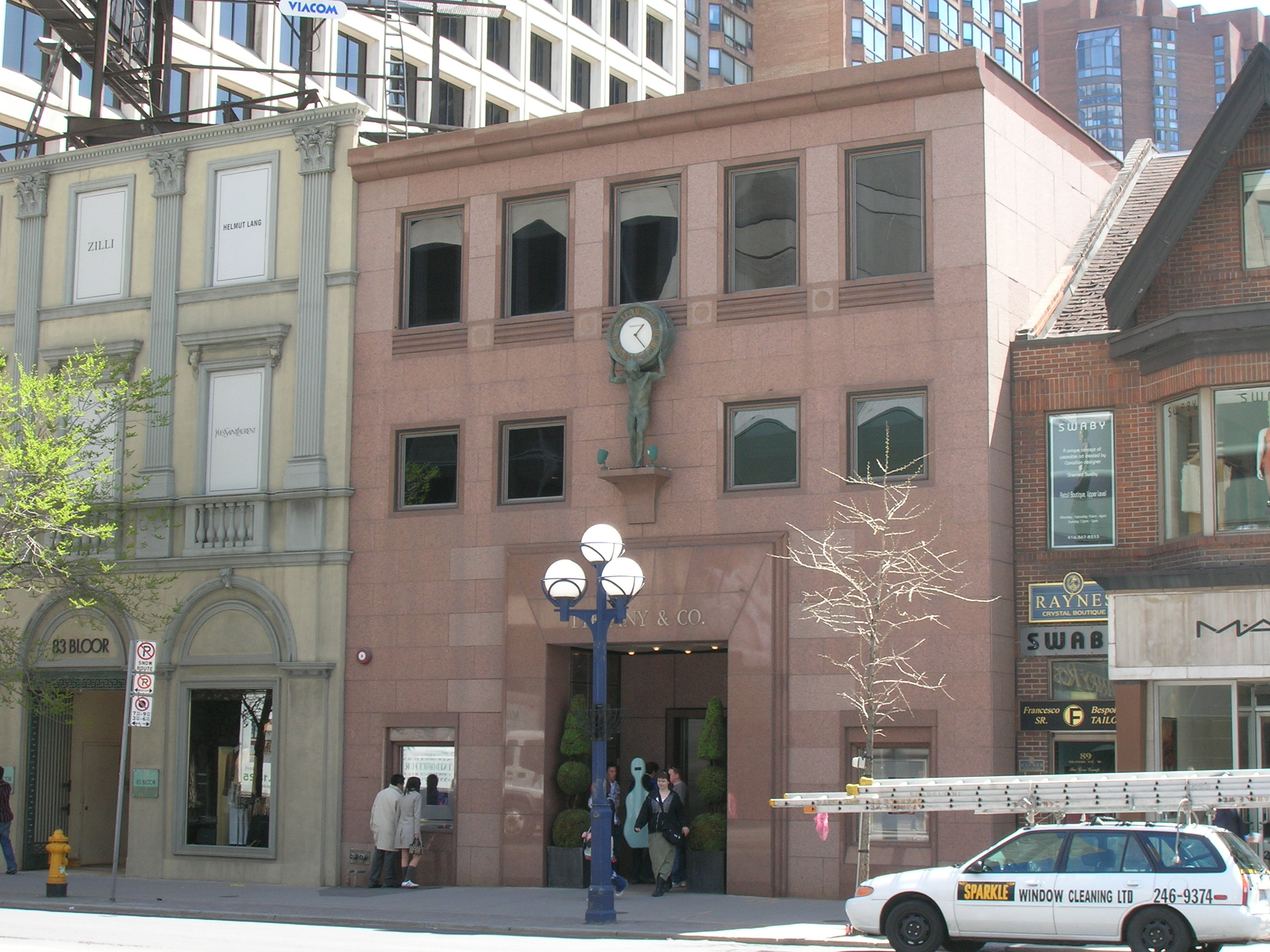
Магазин Тиффани в Торонто, Канада

В Великобритании магазины Тиффани расположены по адресам: Терминал 5, Лондонский Аэропорт Хитроу (открыт в конце марта 2008 года); в торговом центре Westfield London в районе Shepherd’s Bush; на пересечении Садов Берлингтона и Новой Бонд-стрит. Фирменный магазин Tiffany & Co в Ирландии был открыт в торговом центре Brown Thomas на Графтон-стрит в Дублине в октябре 2008 года и является самым крупным из европейских отделений компании. Так же в октябре 2008 года Tiffany & Co открыли магазин в Мадриде, Испания..
В Австралии фирменный магазин Tiffany & Co расположен на Коллинз-стрит в Мельбурне. Другие отделения можно найти в торговом центре Chadstone (Мельбурн), в Сиднее (на улице Castlereagh Street, в пригороде Вестфилд в Bondi Junction, DFS Galleria на Джордж-стрит), в QueensPlaza (Брисбен), King Street (Перт).
8 марта 2001 года Tiffany & Co открыли первый латиноамериканский магазин в Сан-Паулу, Бразилия, который находится в Торговом центре «Iguatemi». Второй магазин в том же городе был открыт 20 октября 2003 года недалеко от знаменитой улицы Оскара Фрейре.
В 2004 году Tiffany & Co создали «Iridesse» — торговую сеть, посвящённую продаже ювелирных изделий из жемчуга. Компания открыла 16 магазинов: во Флориде, Нью-Джерси, Нью-Йорке, Пенсильвании, Калифорнии, Иллинойсе, Массачусетсе и Вирджинии. Однако данная затея не увенчалась успехом — сеть магазинов работала в убыток и компания объявила о её закрытии из-за экономического «климата» того времени, несмотря на веру в её концепцию.
Tiffany & Co объявили об открытии второго магазина в Pavilion Kuala Lumpur (Куала-Лумпур, Малайзия) в сентябре 2007 года, чтобы совпасть с открытием торгового центра. Торговая площадь этого магазина составляет 1700 квадратных футов (160 квадратных метров) и содержит те же элементы декора, как Нью-Йоркский фирменный магазин. В этом же году открываются новые отделения в США: Natick Collection в Натик, Массачусетс, и в казино Mohegan Sun Erika’s, Коннектикут, и в торговом центре Providence Place в Провиденсе, Род-Айленд.
В ноябре 2005 года компания заявляет об открытии нового магазина в Макао, автономной территории в составе Китайской Народной Республики. Площадь новой торговой точки составила 2100 квадратных футов.
В 2006 году Tiffany & Co открывает магазин в Вене (Австрия) площадью в 2400 квадратных футов (223 квадратных метра) на улице Кольмаркт. В этом же году открывается новая торговая точка площадью в 4700 квадратных футов в Ванкувере, Британская Колумбия. Новый магазин расположен между улицами Бурард и Алберни.
По состоянию на 31 января 2007 года Tiffany & Co оперирует 64 магазинами в пределах США общей площадью около 486 000 квадратных футов, а также 103 международными магазинами, площадью около 306 000 квадратных футов. 28 февраля 2007 года в Сеуле (Республика Корея) открывается новый магазин в торговом центре Shinsegae по адресу 52-5 Chungmooro 1-ga, Jung-gu. Его площадь составляет 1100 квадратных футов.
В марте 2008 года компания открывает бутик в Чэнду (Китайская Народная Республика) в торговом центре Maison Mode. Его площадь составляет 2200 квадратных фута.
В январе 2010 года Tiffany & Co открыла свой первый магазин в Боготе (Колумбия) в торговом центре Hayuelos. В 2011 году открывается ещё один магазин в комплексе Multiplaza в Escazú, Коста-Рика.
Продажи компании достигают суммы в 3,6 миллиарда долларов США в 2011. В ноябре 2012 года Tiffany & Co работает в 22 странах по всему миру. Более 50 % от этих продаж приходится на США.
В 2012 году Tiffany & Co. открывает новый магазин в Праге, Чехия. Площадь нового бутика составляет 2600 квадратных футов (240 квадратных метров).

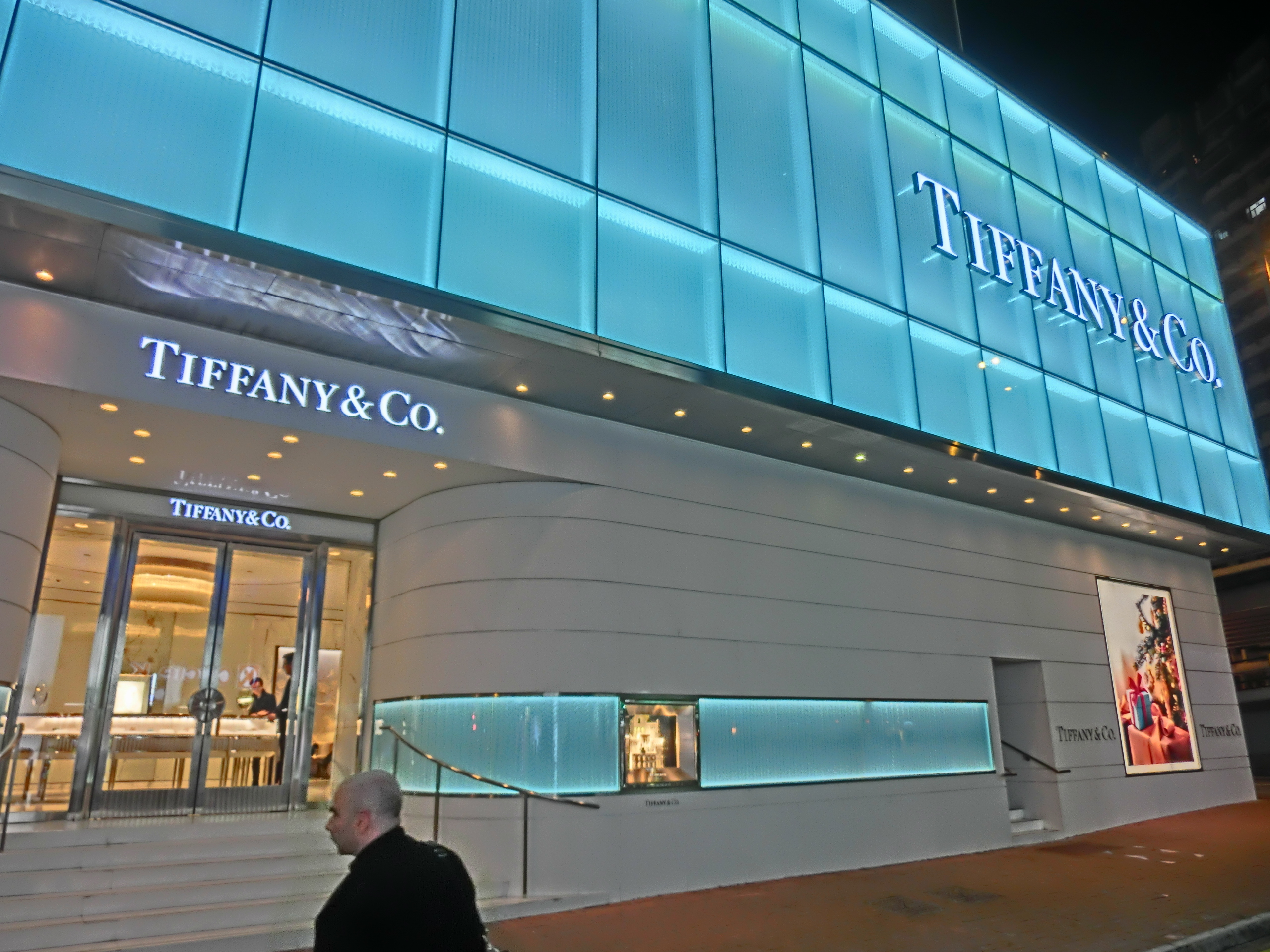
Бутик в Гонконге, 2014

На 31 января 2013 года компания обладает 275 магазинами, из них 115 находятся в Америке, 66 в Азиатско-Тихоокеанских странах, 55 в Японии, 34 в Европе и 5 в других странах.
30 апреля 2013 года компания открыла новый флагманский магазин на Елисейских Полях во Франции. Площадь здания составили 10 000 квадратных футов. Новый бутик стал четвёртым отделением Тиффани в Париже.
В июне 2013 года компания высказалась о планах открытия двухуровневого магазина площадью в 4500 квадратных футов (420 квадратных метров) в России. По словам представителя бренда Тиффани, Марка Аарона, компания видит перспективы в развитии торговых сетей в России. До этого продукция Tiffany & Co распространялась через дистрибьюторов.
3 июля 2013 года в Гонконге был представлен новый магазин от Тиффани площадью в 3800 квадратных футов, расположенный в торговом центре Times Square.
20 мая 2015 года компания открыла новый бутик в Женеве по адресу 21 Rue du Rhône, 1204. Площадь помещения составила 5900 квадратных футов. 31 октября того же года в Лондоне были открыты сразу два торговых объекта компании в универмаге Harrods.

## Продукция

### Алмазы
Джордж Фредерик Кунц, геммолог компании Tiffany & Co, сыграл важную роль в установлении карата как международной метрической системы измерения веса драгоценных камней, а также в принятии стандартов Соединённых Штатов Америки в отношении стерлинга и платины.
Изделия дома Тиффани являлись украшениями большого числа уважаемых семей США, таких как Асторы, Вандербильты, Посты, Хаттоны и Морганы. Многие спортсмены, звёзды Голливуда, члены Европейских королевских семей так же являлись клиентами Tiffany & Co. Тем не менее, как и многие другие распространители алмазов, компания вводит строгую политику в отношении выкупа драгоценных камней со своих складов. Так в 1978 году женщина-клиент из Нью-Йорка получила отказ при попытке вернуть обратно кольцо с бриллиантом, который она купила у Тиффани двумя годами ранее за $100 000.
В ноябре 2012 года компания Tiffany & Co заключила трёхлетний контракт на покупку алмазов у компании АЛРОСА. Сумма контракта составила 60 млн долларов США в год. На момент сделки компания имела контракты в Австралии, Ботсване, Канаде, Намибии, России, Сьерра-Леоне и в Южной Африке.

### Часы

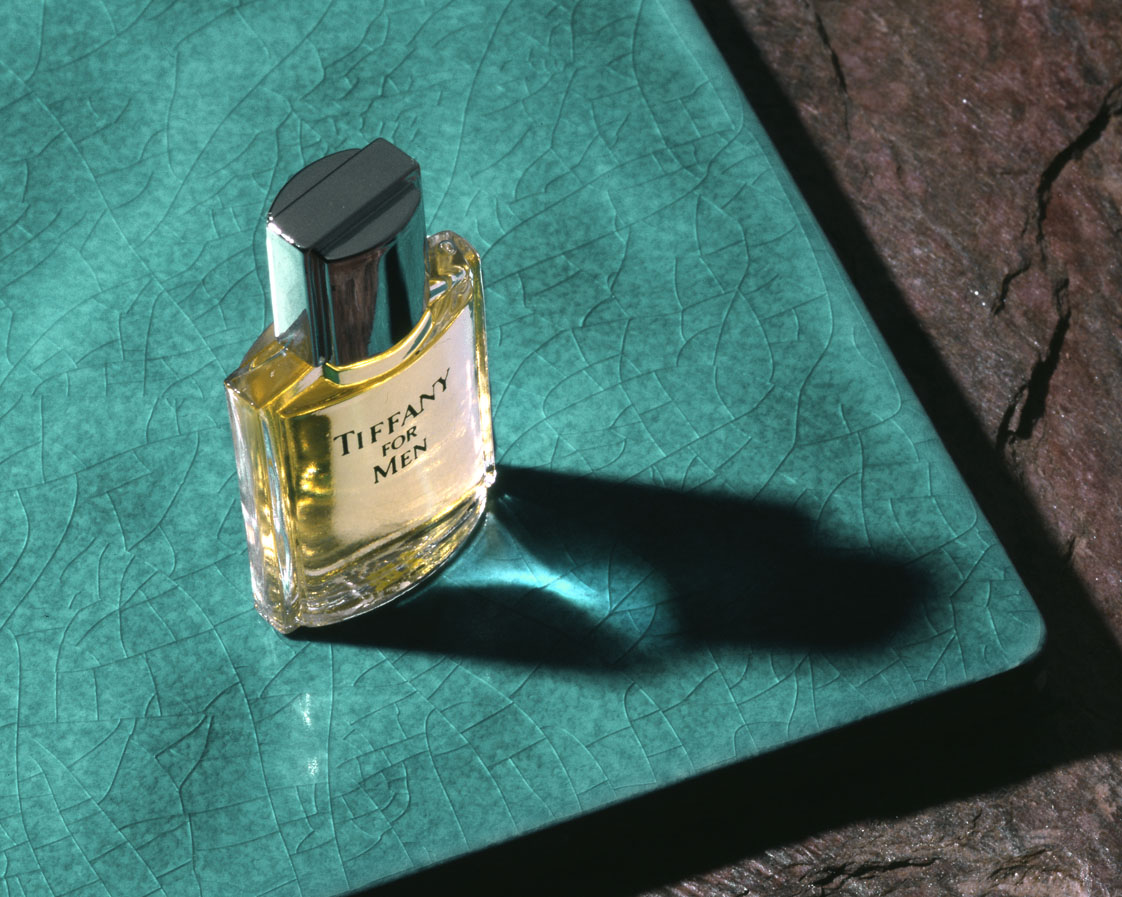
Оригинальный образец мужской парфюмерии Tiffany & Co 1989 года

Ещё в 1940-х годах дом Тиффани занимался продажей часов. В 1951 году компания решилась на реализацию продукции марки Patek Philippe в США. В 1971 году Tiffany & Co начинают собственное производство часов в Женеве. В 2002 году выпускается коллекция Tiffany Mark, в 2005 — Tiffany Grand. В декабре 2007 года Tiffany & Co вступает в союз с гигантом часовой индустрии Swatch Group, в результате чего рождается новый бренд — Tiffany Watch Co. Ltd. Современные версии часов Тиффани представлены в коллекциях Atlas, Gallery, Coctail, Mark, Fifth Avenue, Tesoro, Grand, Gemea и выполнены из драгоценных металлов и камней.

### Изделия из кожи
В 2010 году Tiffany & Co впервые представили коллекцию разнообразных сумочек из кожи. При их производстве за основу были взяты неброские цвета: глубокий синий, насыщенный сливовый, кофейный, леопардовый принт и, конечно же, фирменный бирюзово-голубой оттенок. Авторами коллекции стали Ричард Ламберстон и Джон Трукс. Первой знаменитостью, замеченной с сумочкой популярного ювелирного дома, стала Дженнифер Энистон — она появилась с ней на съёмках телешоу Good Morning America.

### Парфюмерия
В конце 1980-х годов Tiffany & Co. решает испытать удачу в парфюмерном бизнесе. Женская коллекция от парфюмера Франсуа Демаши была выпущена в 1987 году. При цене в 220 долларов США за унцию продукция Tiffany & Co успешно продавалась в крупнейших универмагах по всей территории США. В 1989 году выпускается мужская парфюмерия, автором которой является Жак Польж. Бутылочка для женских и мужских духов является результатом работы Пьера Динана. В 1995 году дом Тиффани создаёт новый женский аромат Trueste, производство которого позже было упразднено.
В настоящее время компания продолжает выпускать мужскую и женскую парфюмерию.

## Рекламная деятельность
После первоначального выпуска «Голубой книги» в 1845 году компания Tiffany & Co продолжает использовать её и на сегодняшний день в качестве рекламной стратегии. Помимо этого компания обладает списком подписчиков, но её рекламная кампания не сосредоточена на нём. Один из первых каталогов продукции был цветным и распространялся бесплатно вплоть до 1972 года. Уже в 1994 году список почтовых отправлений Тиффани содержал около 15 млн человек. Так же Tiffany & Co выпускает ежегодный каталог корпоративных подарков. Корпоративные клиенты приобретают продукцию Tiffany в качестве деловых презентов, наград за достижения, для поощрения клиентов. В дополнение к почтовым отправлениям Tiffany & Co размещает свою рекламу во всевозможных печатных изданиях и общественных местах, в том числе в газетах, журналах, на автобусных остановках и в сети Интернет. Рекламные объявления бренда можно найти в таких изданиях, как Vanity Fair, The New York Times Magazine, Architectural Digest, Money, Conde Nast Traveler, Black Enterprise и Texas Monthly. Tiffany & Co так же имеет бесплатное приложение для iPhone и Android.

## Спортивные награды
Tiffany & Co является создателем награды Винс Ломбарди Трофи (англ. Vince Lombardi Trophy), которая выпускается ежегодно и вручается команде, которая выиграет Супербоул NFL в текущем году.
Так же Tiffany & Co создала кольца Мировой Серии 2010 и 2012 годов для Сан-Франциско Джайентс.
Победный трофей MLS (Major League Soccer), выигранный Лос-Анджелес Гэлакси в 2011 году, так же разработала компания Tiffany & Co.
Ещё одной наградой, выполненной Tiffany & Co, является приз за победу в гонках NASCAR. Он вручается ежегодно победителю по конечным результатам заездов. Окончательные десять гонок сезона известны как «погоня за Sprint Cup» (для получения трофея необходимо набрать как можно больше очков в каждой из гонок).
На протяжении 20 лет компания создавала трофейные кубки за победу в Открытом чемпионате США по теннису, а также награды для PGA Tour, бегов, поло, зимних Олимпийских игр 1980 года и прочих соревнований.

## Текущие дизайнеры и коллекции
- Франческа Амфитеатроф, коллекция Tiffany T[90];
- Фрэнк Гери, коллекции: Axis, Equus, Fish, Flux, Orchid, Torque и Tube;
- Эльза Перетти, коллекции: Bean, Diamonds by the Yard, Open Heart, Sevillana и Teardrop;
- Палома Пикассо, коллекции: Loving Heart и Sugar Stacks;
- Жан Шлюмберже, коллекции: Tiffany & Co. Schlumberger;
- Ричард Ламбертсон и Джон Трукс, коллекции: сумки[91];
- Джон Лоринг, коллекции: Atlas[92];
- Коллекция Ziegfeld Collection (для фильма The Great Gatsby), разработанная совместно с Кэтрин Мартин[93].

## В популярной культуре

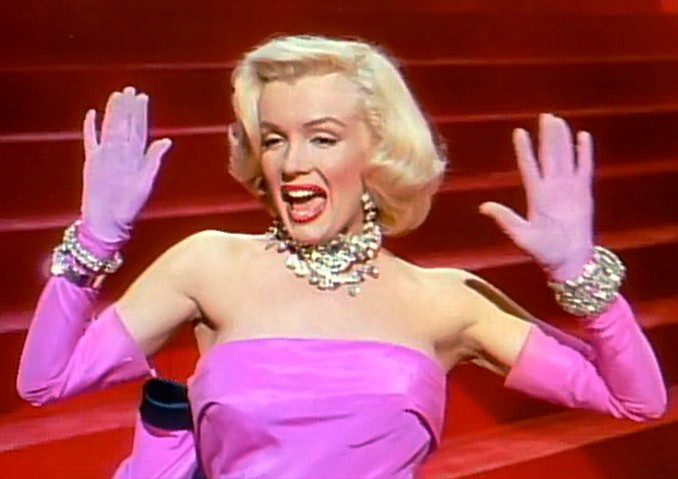
Мэрилин Монро исполняет песню «Лучшие друзья девушки — это бриллианты», в которой Тиффани упоминается дважды (1953)

- В фильме «Хористки» 1948 года Тиффани упоминается в песне «Каждый ребёнок нуждается в Па-па-папе», которую исполняет Мэрилин Монро.
- В фильме «Джентльмены предпочитают блондинок» 1953 года Tiffany & Co дважды упоминается в песне «Лучшие друзья девушки — это бриллианты», которую исполняет Мэрилин Монро.
- В романе о Джеймсе Бонде 1956 года, Бриллианты навсегда, одну из любовниц главного героя зовут Тиффани Кейс. В фильме 1971 года с одноимённым названием главная героиня рассказывает, что её имя было выбрано в честь Tiffany & Co.
- В новелле Трумана Капоте Завтрак у Тиффани (1958) название является ссылкой на магазин. Главная героиня повести, Холли Голайтли, постоянно ссылается на магазин как на «лучшее место в мире, где не может случиться ничего плохого». По мотивам книги в 1961 году был снят одноимённый культовый фильм.
- В книге Теодора Драйзера «Сестра Керри» главная героиня вместе с семьёй Вэнс посещает ресторан «Шерри», где за столиками присутствуют столовые приборы компании Тиффани: «Столики сами по себе не представляли ничего особенного, но на скатерти и на салфетках красовалось „Шерри“, на серебре — „Тиффани“, на фарфоре — „Хэвиленд“»[94].
- В фильме «Неспящие в Сиэтле» (1993) присутствует сцена, проходящая сперва за пределами, а затем и внутри здания Tiffany & Co. В ней герои Мэг Райан и Билл Пуллман выбирают сервиз и Билл дарит Мэг обручальное кольцо его матери.
- В фильме с Шэрон Стоун «Муза» 1999 года главная героиня коллекционирует изделия от Tiffany & Co. Её полка перед зеркалом в гостиной завалена бирюзовыми коробочками.
- В телесериале 2000 года Секс в большом городе врач Трей Макдугал пытается искупить свою вину, даря Шарлотте Йорк обручальное кольцо от Tiffany & Co с камнем весом в 2.7 карат[95].
- В сериале «Блондинка в законе» главная героиня Эль Вудс, роль которой исполняет Риз Уизерспун, носит серебряный браслет с брелоками, представленный в коллекции Return to Tiffany 1997 года[96].
- В книге «Лето в Тиффани» (ISBN 978-0-06-118952-4) 2007 года, являющейся мемуарами Марджори Харт. Книга повествует об опыте работы писательницы в качестве одной из первых двух работниц в Tiffany & Co на протяжении лета 1945 года.
- В сериале «Сплетница» зачастую можно увидеть продукцию дома Тиффани, так как героиня Блэр, которую играет Лейтон Мистер, является бурным обожателем данного бренда.[97]
- В американской комедии 2009 года «Война невест» Дэниель, жених Оливии, дарит своей возлюбленной на помолвку кольцо от Tiffany & Co в фирменной голубой коробочке.
- В 2011 году ирландская писательница Мелисса Хилл выпустила книгу под названием «Что-то от Тиффани» (англ. Something from Tiffany’s) (ISBN 978-0-340-99337-8), в которой два персонажа покупают подарки для своих подруг из Нью-Йоркского отделения Tiffany & Co.
- В телесериале «Хор», вышедшем на экраны в 2009 году, присутствует сцена, где Крис Колфер в роли Курта Хаммела и Лиа Мишель в роли Рэйчел Берри завтракают возле здания Tiffany & Co.[98]
- В американской комедии 2011 года «Притворись моей женой» Дэнни Маккоби, главный герой фильма, посещает бутик Tiffany & Co. при посещении различных магазинов для того, чтобы подготовить Кэтрин к ужину с его новой девушкой.
- В фильме 2013 года Великий Гэтсби главная героиня Дэйзи Бьюкенен, роль которой сыграла Кэри Ханна Маллиган, носила ювелирные изделия дома Тиффани, специально изготовленные для киноленты совместно с Кэтрин Мартин.[99]

## Галерея

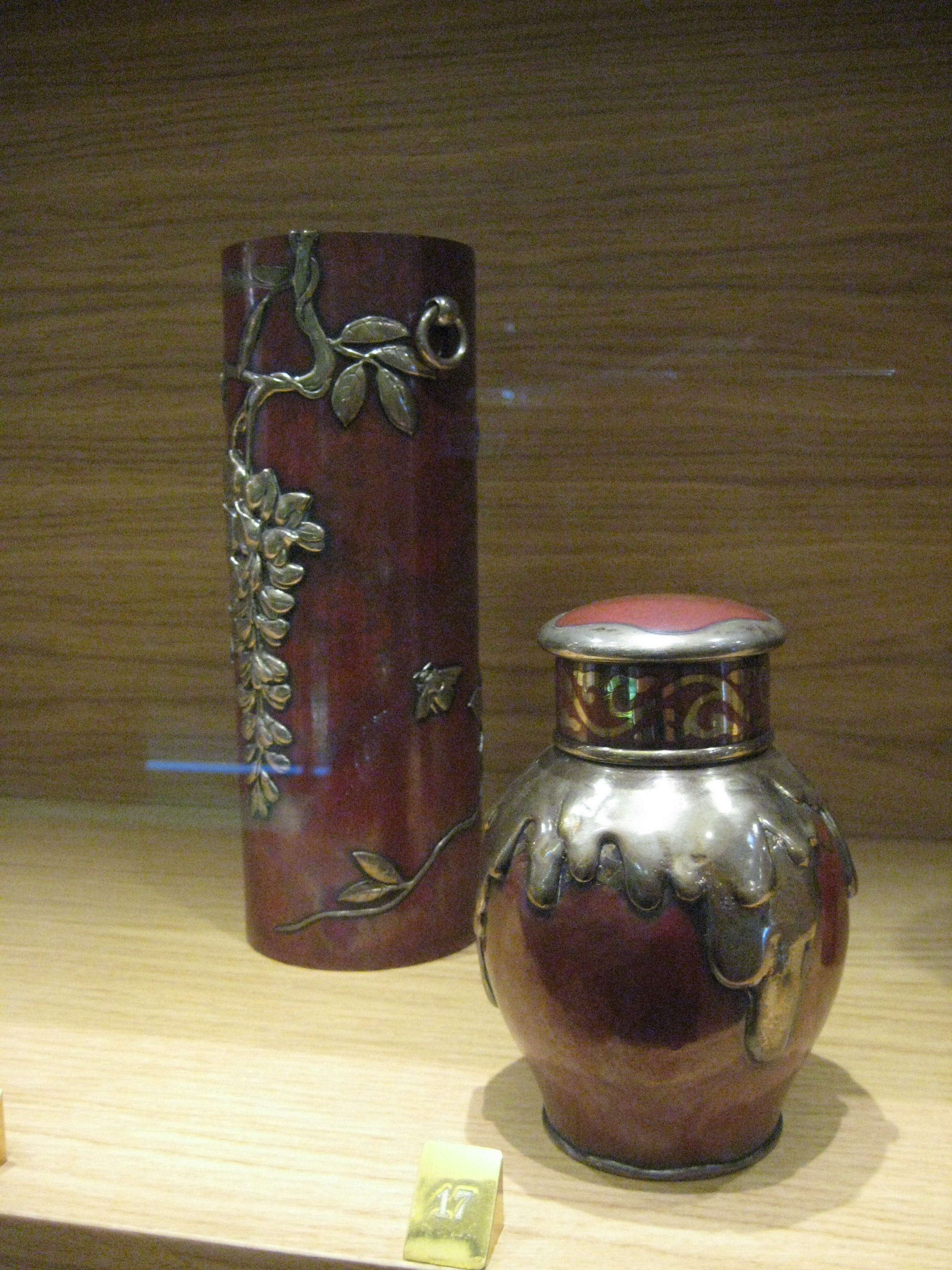
Японская ваза и банка для чая Edward Chandler Moore, выполненные в 1876/1878
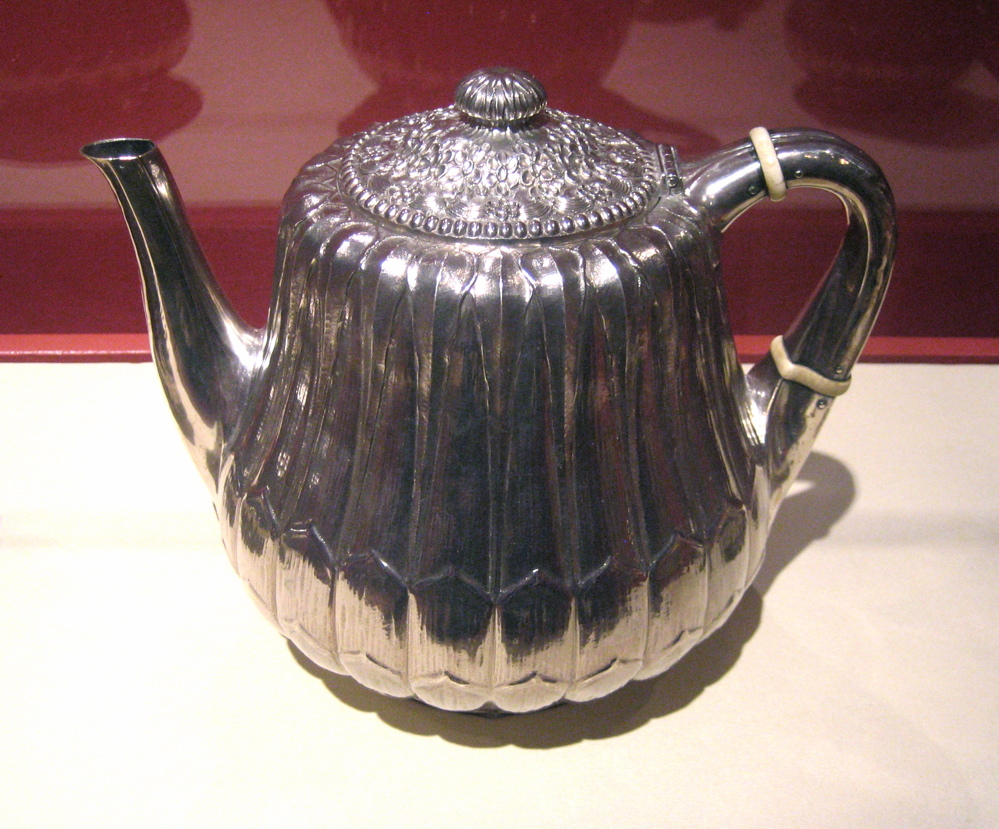
Серебряный чайник
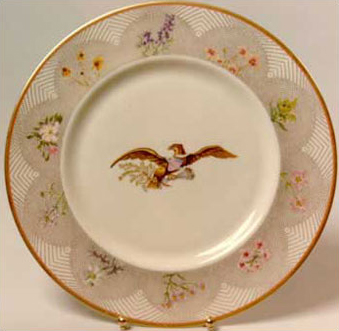
Сервиз Белого Дома, выполненный для Джонсон, Леди Берд
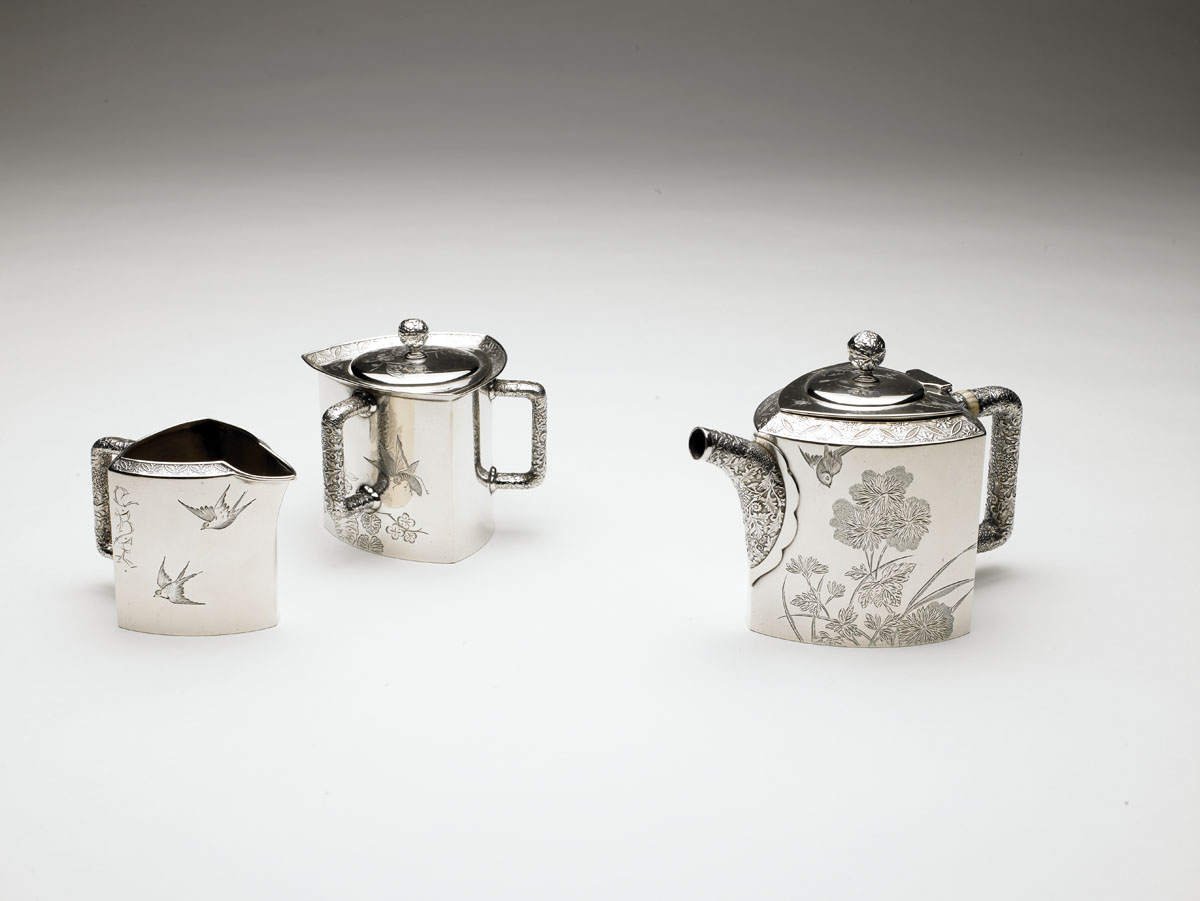
Чайный сервиз 1877 года, расположенный в Музее искусств Бирмингема
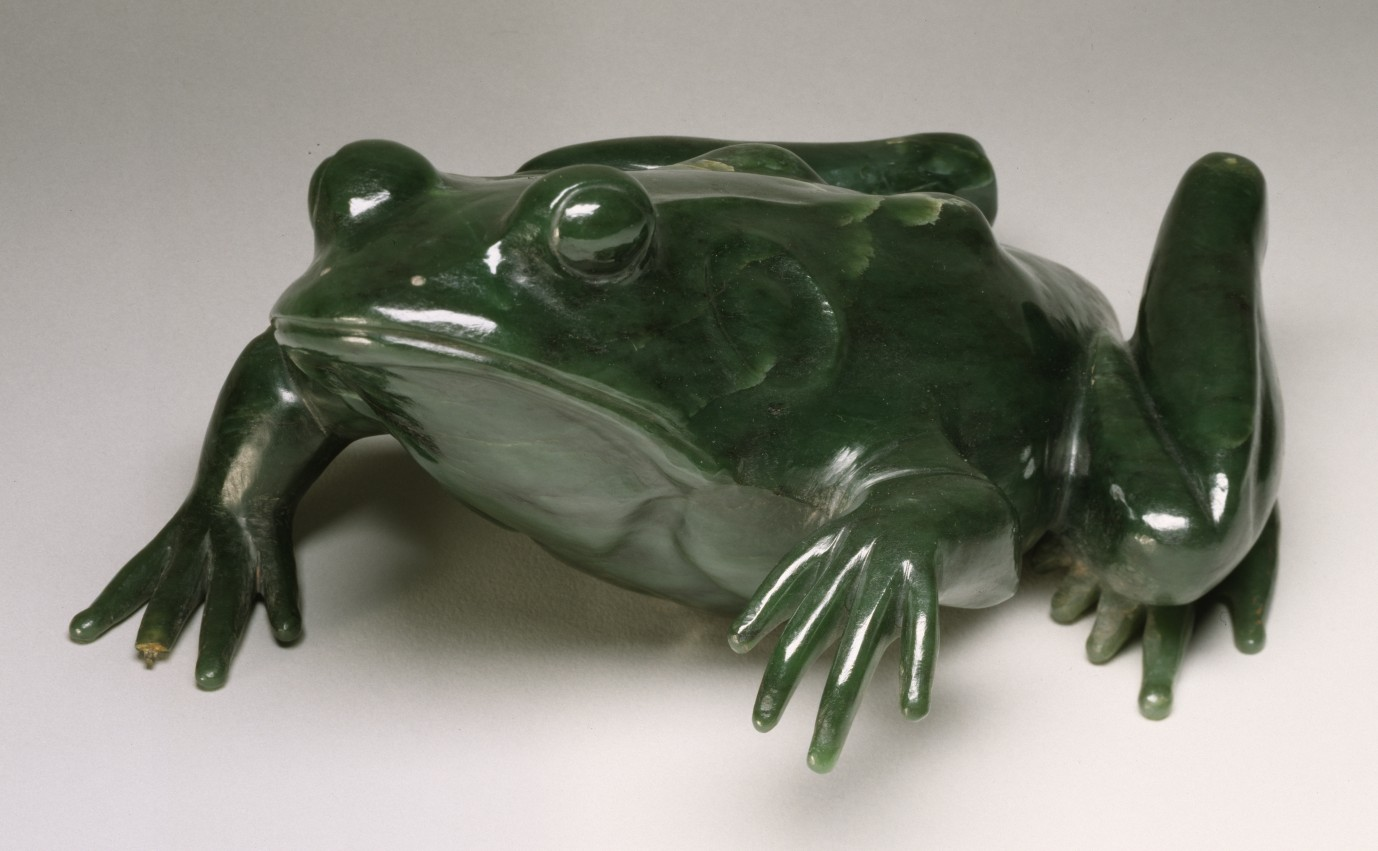
Резные лягушки для демонстрации на Всемирной выставке (1900) в Париже
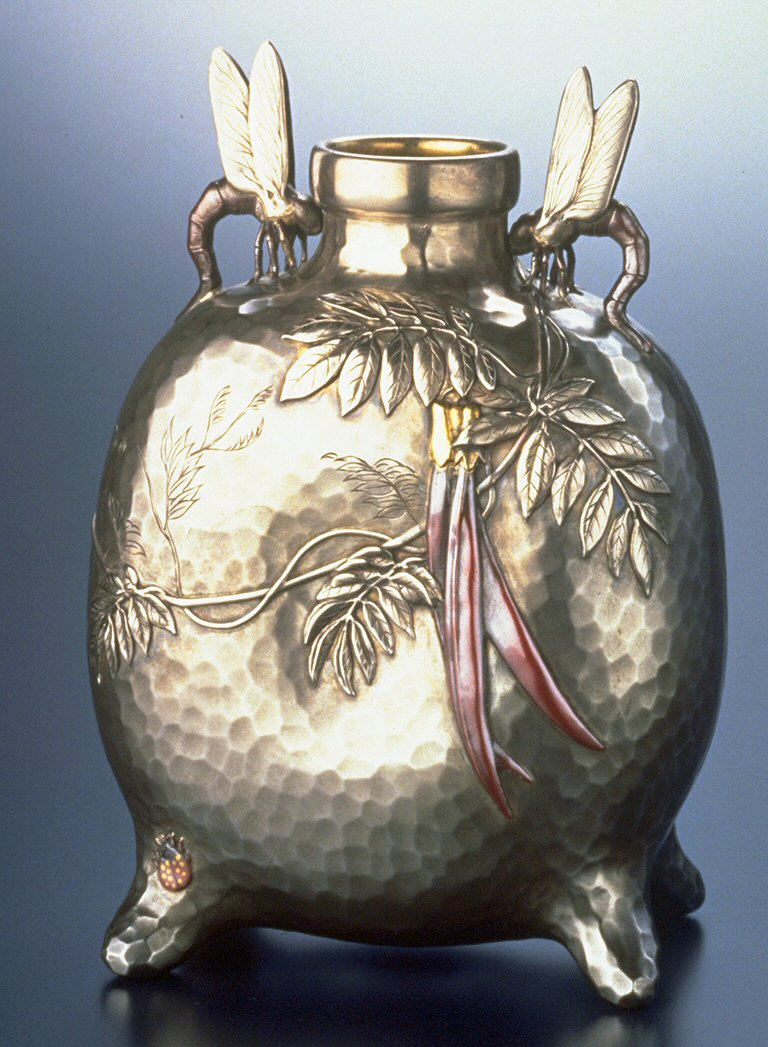
Ваза Tiffany & Co, в основе которой лежат японские мотивы
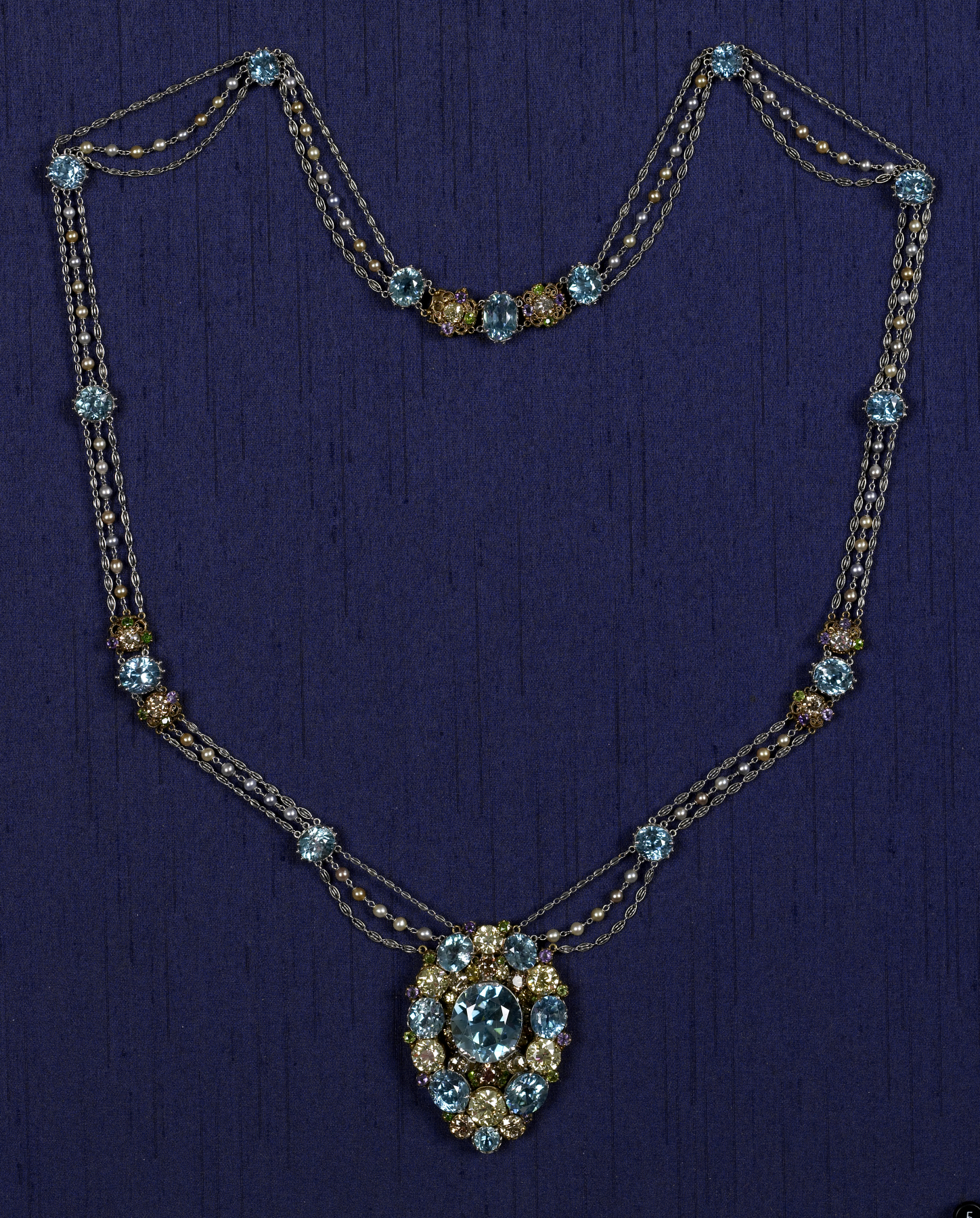
Ожерелье - свадебный подарок Эллен дю Пон Уилрайт
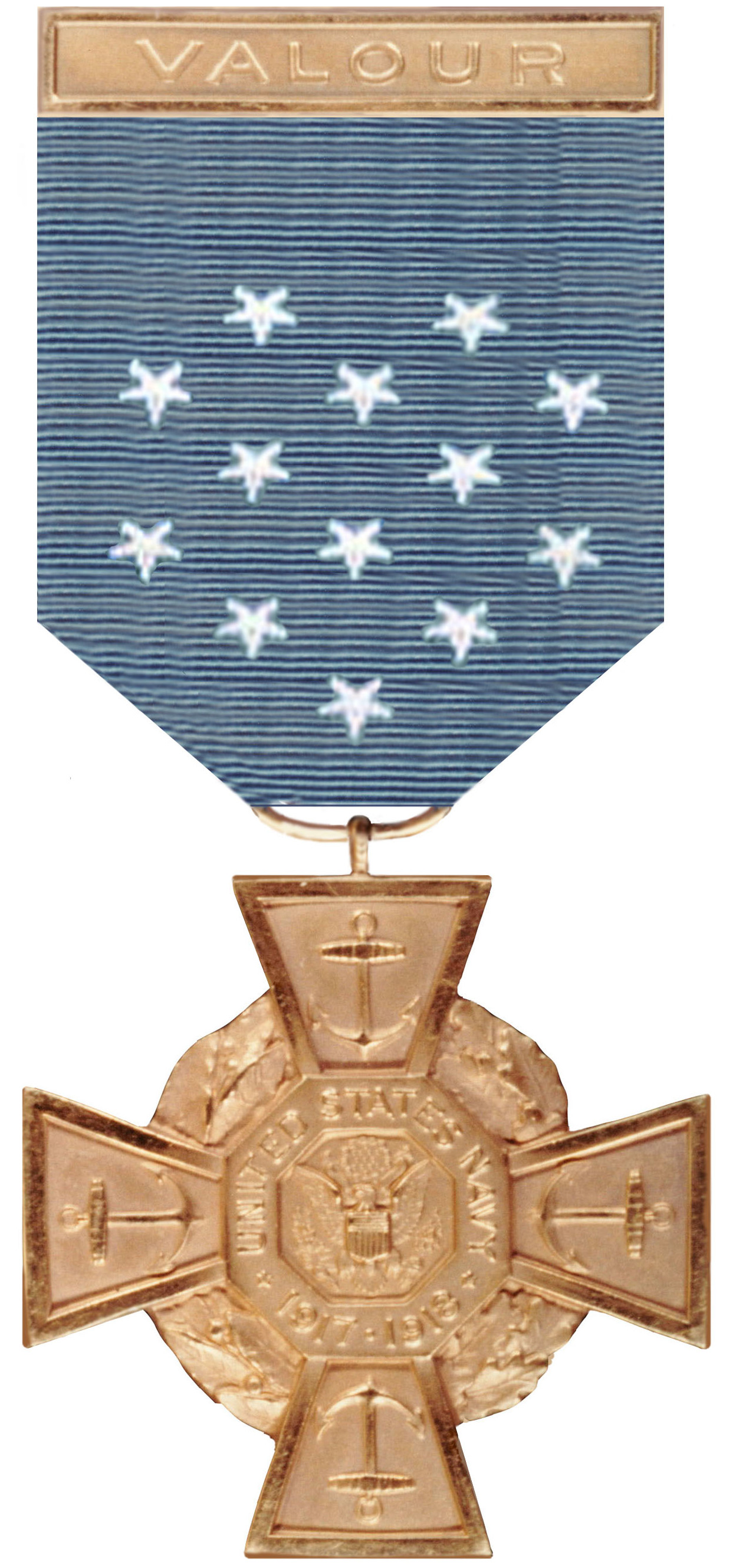
"Крест Тиффани" - версия Медали Почёта США
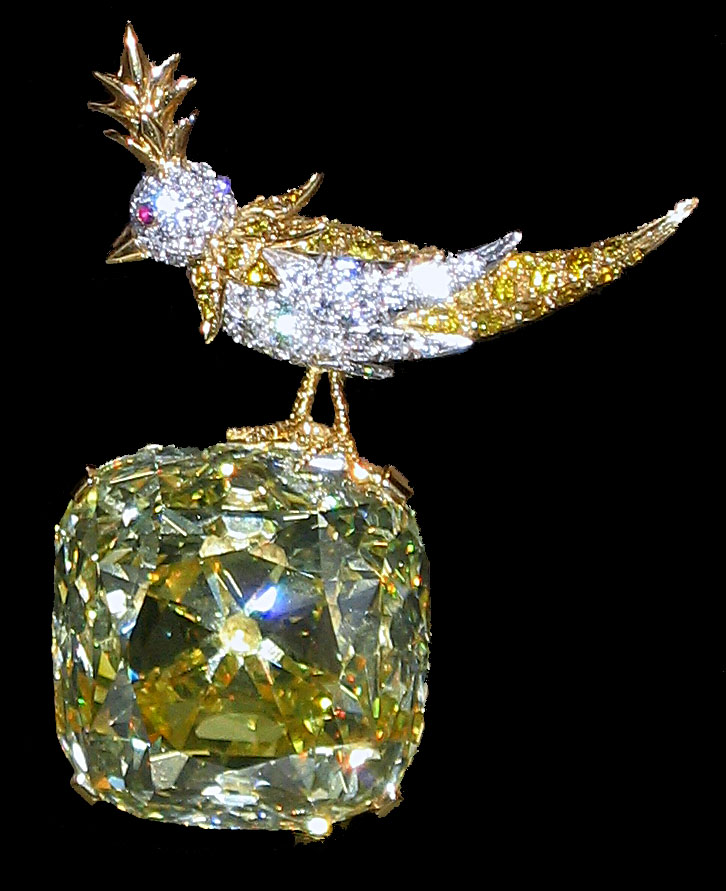
Жёлтый бриллиант Tiffany & Co, весом в 128,51 карат
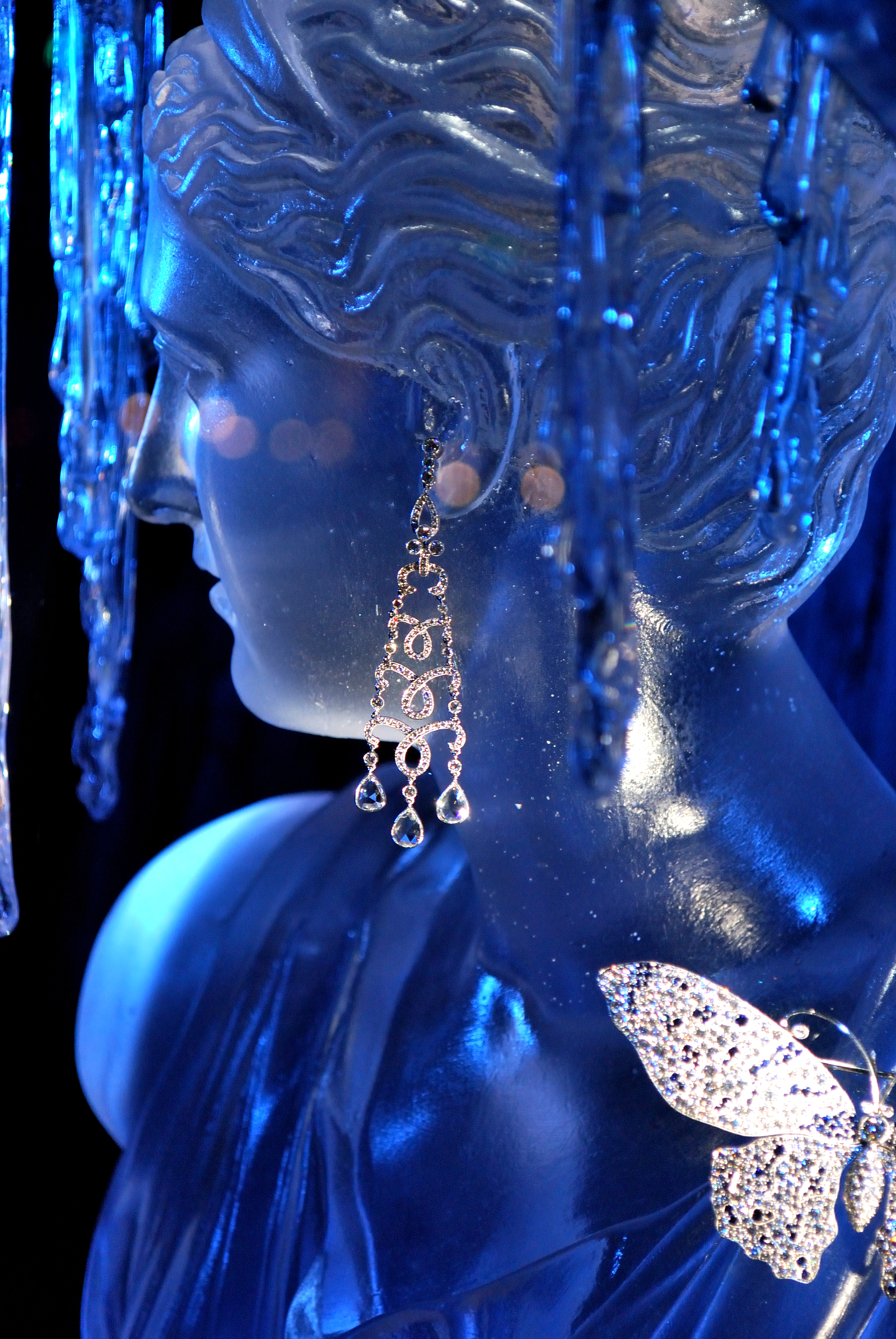
Бриллианты, выставленные в окне магазина Тиффани в Беверли-Хиллз, Калифорния.